# Paula (nom)
Paula és nom femení que té l'origen en el cognomen llatí Paulus, del qual és la forma femenina. Fou portat per nombroses dames romanes, i s'estengué entre els cristians gràcies a Paula de Roma. El significat de Paulus és 'petit', 'petitó'. A més, també és la forma femenina del nom Pau, atès que la forma catalana de Paulus és Pau.

## Santoral
Paula de Roma nasqué a Roma l'any 347; de molt jove va enviudar i amb el seu fill Eustaqui decideix seguir a Sant Jeroni fins a Palestina, a Terra Santa. Es converteix en el seu deixeble i serà Sant Jeroni qui expliqui la seva biografia. Junts funden nombrosos monestirs i hospicis per a pelegrins a Betlem.
El seu sant se celebra el 26 de gener.
Altres Paules santes:
- Santa Paula, verge i màrtir, se celebra el 3 i 18 juny
- Santa Paula de Cartago se celebra el 10 agost
- Santa Paula màrtir se celebra el 20 juliol
- Santa Paula Frassinetti verge, el 12 juny
- Santa Paula Gambara Costa, el 24 gener
- Santa Paula Isabel Cerioli, el 30 juliol
- Santa Paula Montal, el 25 de febrer.

## Personatges famosos
- Paula Rego, pintora.
- Paula Vázquez Picallo, presentadora, actriu i model espanyola.
- Paula, llibre publicat per Isabel Allende l'any 1994 sobre records dedicat a la seva filla.
- Paula Echevarría Colodrón, És una actriu espanyola de cine, teatre y televisió. Va néixer el 7 d'agost de 1977.

## En altres llengües
| Equivalència en altres llengües |           |         |           |
| Idioma                          | Traducció | Idioma  | Traducció |
| Gallec                          | Paula     | Anglès  | Paula     |
| Català                          | Paula     | Alemany | Paula     |
| Francès                         | Paulette  | Rus     | Pauvla    |
| Italià                          | Paola     | Txec    | Pavla     |
| Portuguès                       | Paula     | Polonès | Paula     |
| Basc                            | Paule     | Eslovac | Paula     |